# Бородастик червоногорлий
Бородастик червоногорлий (Psilopogon mystacophanos) — вид дятлоподібних птахів родини бородастикових (Megalaimidae).

## Поширення
Вид поширений в Південно-Східній Азії. Трапляється в Таїланді, на півдні М'янми, в Малайзії, на Суматрі та Калімантані. Природними середовищами проживання є субтропічні або тропічні вологі низинні ліси та субтропічні або тропічні болота.

## Опис
Птах завдовжки 22-24 см, вагою 60—95 г. Основне забарвлення зелене. У самця червона корона, горло і пляма під горлом. У нього також є чорна пляма над кожним оком і жовта коронка. Також біля очей і в нижній частині горла є трохи синього. Самиця менш яскраво забарвлена.

## Спосіб життя
Харчується фруктами і комахами. Гніздовий сезон триває з лютого по серпень. Гніздо облаштовують у дуплі, яке спеціально видовбують у дереві. У кладці 2-3 яйця. Інкубація триває 14 днів. Пташенят годують двоє батьків.